# Họ Cua cạn
Họ Cua đất (tên khoa học Gecarcinidae) là một họ cua thích nghi với việc sống trên đất liền. Mặc dù thở bằng mang như các giống cua khác, mang của họ Cua đất đã tiến hóa để phù hợp với lối sống trên cạn: phần mai cua che phủ mang có hình dạng phồng to như chiếc túi và chứa nhiều mạch máu, nhờ đó mang cua có thể lấy ôxi từ không khí và cho cơ thể giống như phổi của các loài động vật có xương sống. Cua đất trưởng thành sống trên cạn, nhưng ấu trùng cua sống dưới nước, và đến mùa sinh sản cua phải di chuyển ra biển để đẻ trứng. Thành viên của họ Cua đất thường là các động vật ăn tạp và đôi khi phá hoại hoa màu, cây trồng. Phần lớn cua đất có một càng lớn và một càng nhỏ.

## Hình ảnh

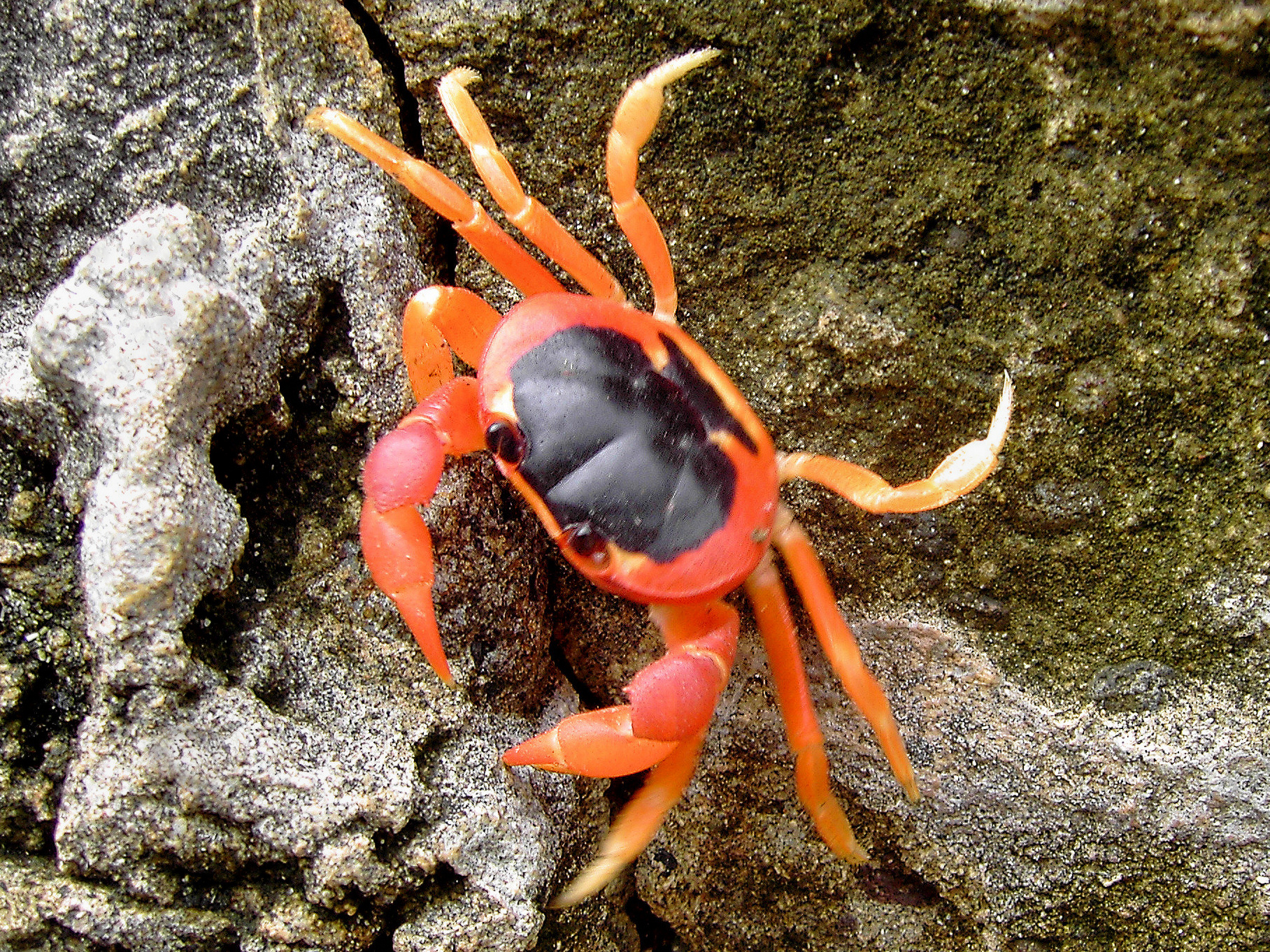
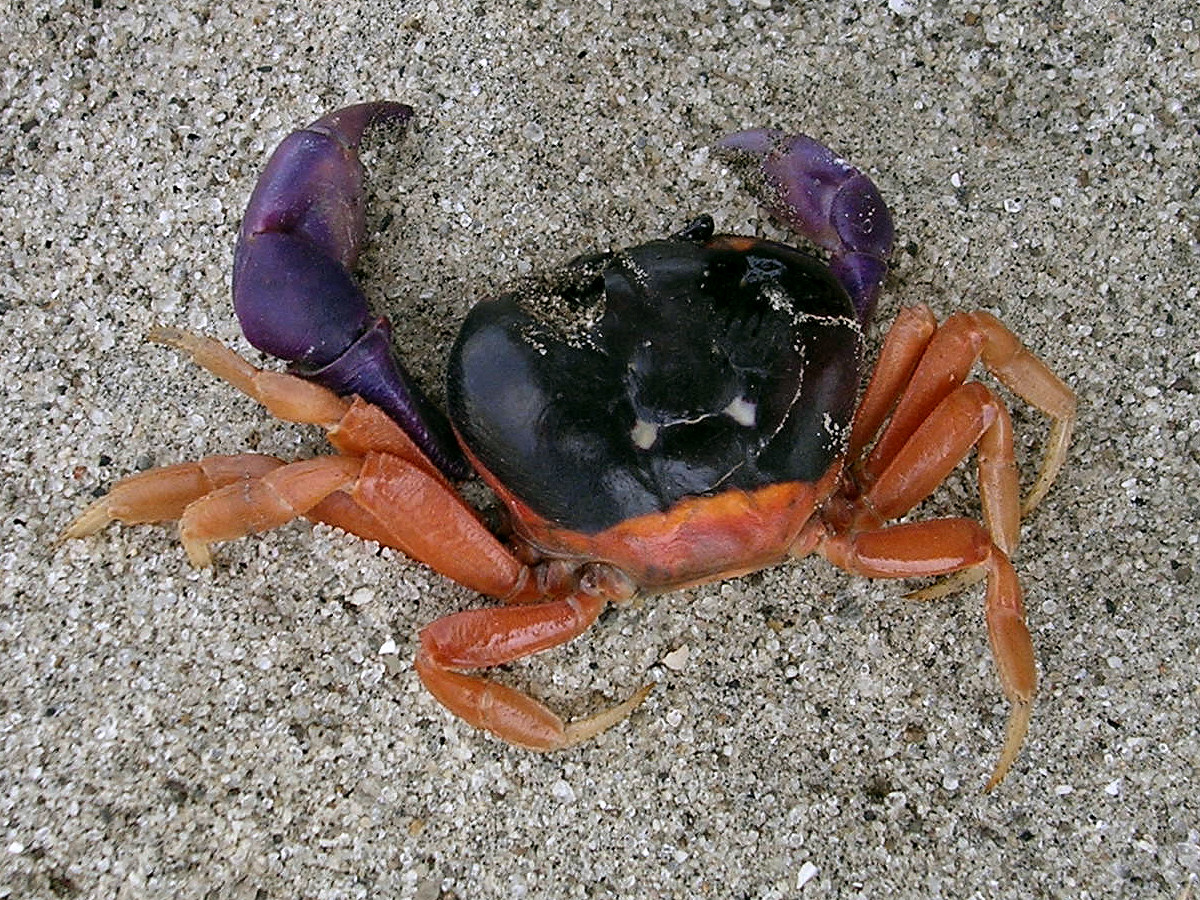
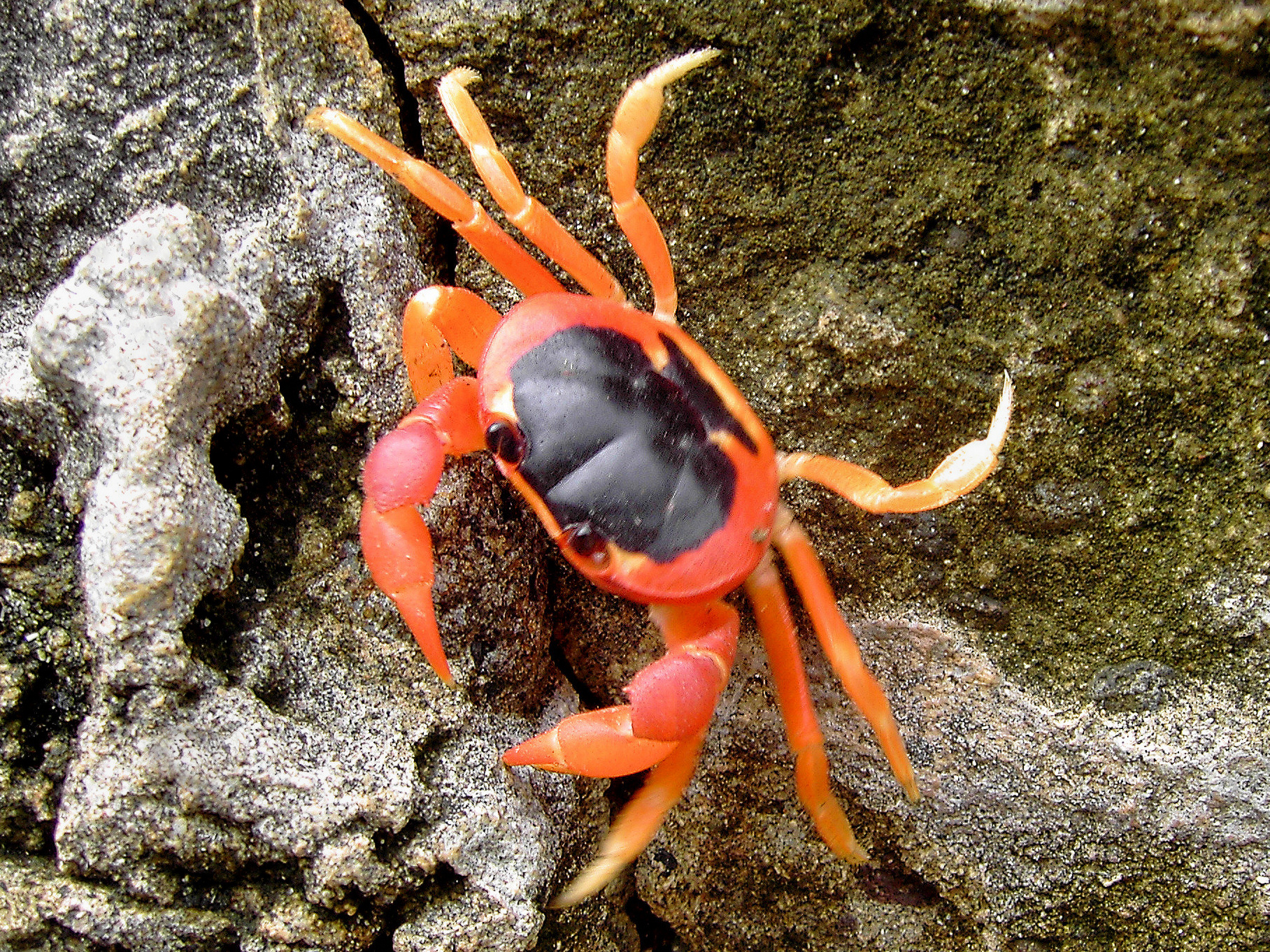
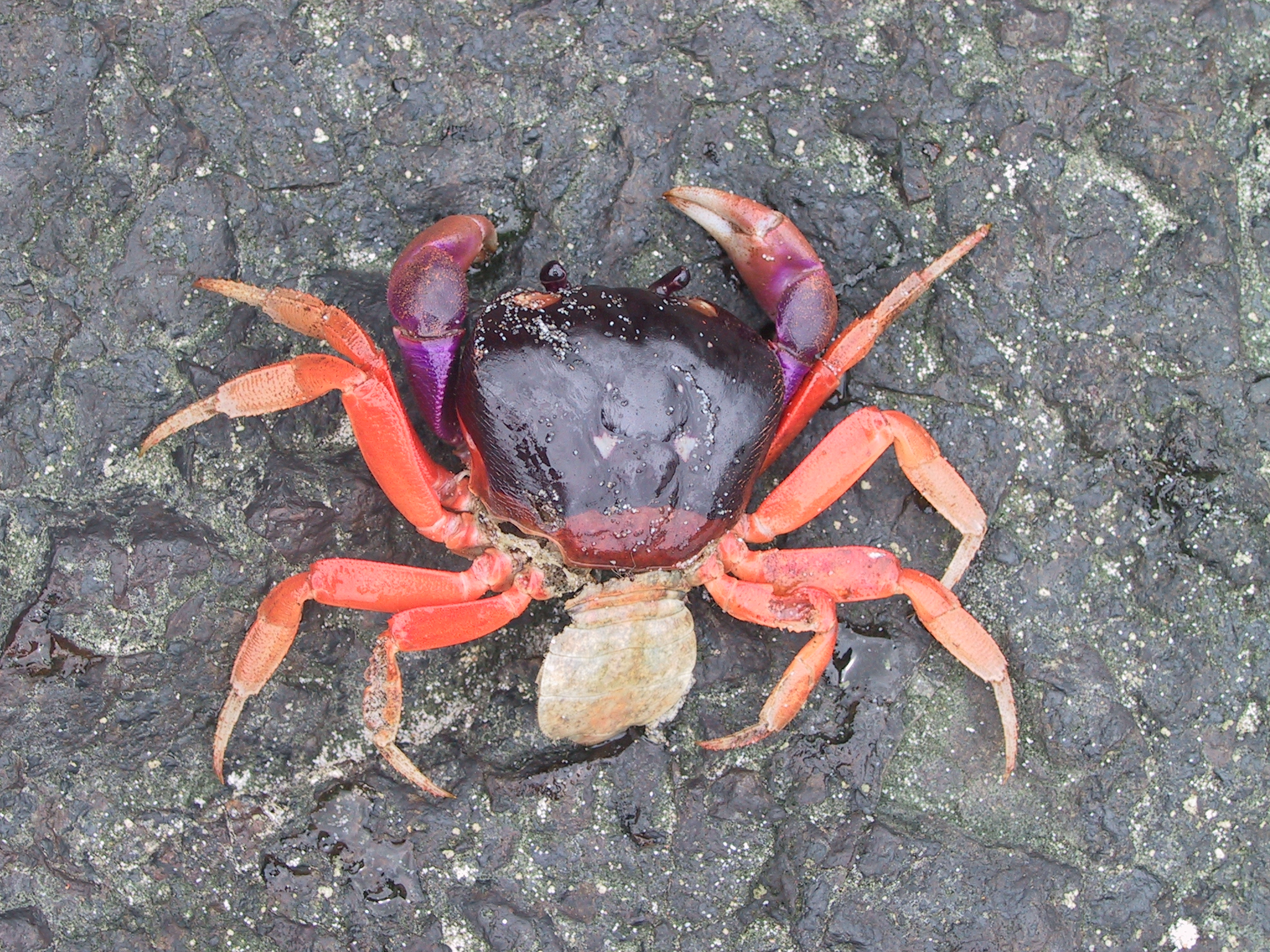

## Các chi
Các chi thuộc họ Cua đất:
- Cardisoma
- Discoplax
- Epigrapsus
- Gecarcinus
- Gecarcoidea
- Johngarthia